# Serge Binotto
Serge Binotto, né le 11 mars 1939 à Belvèze-du-Razès (Aude) et mort le 28 août 2021 à Mirepoix (Ariège), est un architecte et designer français. 

## Biographie
Ancien associé de Jean Prouvé durant les années 1960 à 1980, Serge Binotto est notamment l'auteur d'une maison d'habitation qui sert de modèle aux stations Total cylindriques développées par Prouvé.
En tant que collaborateur de Jean Prouvé, il travaille notamment sur le projet de la centrale nucléaire de Marcoule, les façades du siège du Parti communiste français (où Prouvé travaille avec Oscar Niemeyer), le centre Le Corbusier de Zurich ou le site d'Alpexpo dans le cadre des Jeux olympiques d'hiver de 1968 de Grenoble.
Au fil de sa carrière, Serge Binotto travaille le métal, le plastique, le bois et enfin la pierre, notamment le marbre. À la fin de sa vie, il travaille pour la maison de parfumerie Diptyque.